# Claudina Correia Garcia
Claudina Maria de Jesus, ou Claudina Correia Neves, ou Claudina Correia Garcia (Paranaíba, 1843 — Fazenda Beltrão, em data desconhecida) foi uma fundadora do município brasileiro de Três Lagoas.
Filha de Maria Joaquina de Freitas e de Bernardino Correia Neves, foi neta, assim, de Januário Garcia Leal Sobrinho. Ademais, casou-se, por volta da década de 1860, com Luís Correia Neves Neto, com quem teve a seguinte descendência:
- Francisco (1863);
- Maria (1865);
- Ana (1870);
- Manoel (1872);
- Firmino (1874);
- Zulmira Maria de Jesus (1882);
- Cherobino Correia Garcia (1884).

Foi moradora com sua família das proximidades do rio Lajeado, ao sul de Paranaíba, em propriade de seus pais. Com a morte de seu pai em setembro de 1881, restabeleceu-se alguns meses depois com seu esposo e seus filhos mais ao sul, nos arredores do ribeirão Beltrão, iniciando a colonização, assim, do município de Três Lagoas.
No mesmo local fundou, entre outras, a Fazenda São Pedro e a Fazenda Beltrão, onde nasceu, em 1882, sua filha Zulmira, a primeira treslagoense. Nos anos seguintes, contribuiu para o estabelecimento da rota ao sul, hoje BR-158, que liga Três Lagoas à atual Inocência, assim como promoveu a colonização do território treslagoense através da pecuária e do comércio.
Em 1887, seu primo Protázio Garcia Leal seguiria seu exemplo e se mudaria com a família para Três Lagoas, sendo anos depois seguido por Antônio Trajano dos Santos.